# Ruine Bâtie-Beauregard
Die Ruine Bâtie-Beauregard – aus dem Französischen in etwa zu übersetzen als: «der Bau mit dem schönen Blick» – ist die Ruine einer Höhenburg auf dem Gebiet der Schweizer politischen Gemeinde Collex-Bossy. Sie ist einer der wenigen Überreste einer mittelalterlichen Burg im Kanton Genf.

## Name
Die Festung trug zeitweilig auch die Namen Bâtie-Champion nach dem Adelsgeschlecht der de Champion, in dessen Besitz sie sich bis zum Ende des 16. Jahrhunderts befand, und Bâtie-sur-Versoix aufgrund der geographischen Lage. In späteren Zeiten wurde der Standort ihrer Ruine einfach nur La Bâtie oder La Bastie und in jüngerer Zeit La Vieille Bâtie («der alte Bau») genannt.

## Beschreibung
Die Anlage bestand aus zwei Teilen: im flächenmässig grösseren Versorgungsbereich auf der westlichen Seite befanden sich eine Scheune, Nebengebäude und ein Garten. Das rechteckige Gelände war von einem Burggraben umgeben.
Die eigentliche Felsenburg stand östlich davon auf einer strategisch gelegenen Bergkuppe, die zum bewaldeten Osten und Süden hin das rechte Ufer der Versoix überragte. Sie war sowohl zur nördlich gelegenen Hochebene als auch zu dem gleichfalls befestigten Versorgungsbereich auf der westlichen Seite durch einen Graben abgesichert und über eine Zugbrücke erreichbar. An der südlichen Flanke der Burg über der steil abfallenden Böschung standen das Wohngebäude und der quadratisch angelegte Turm, dessen Bergfried einen Durchmesser von etwa 8 Metern hatte. Auch die gesamte der Versoix zugewandte Ostseite war mit Räumlichkeiten bebaut, darunter die Küche, und mit einem Ziegelaufbau auf den Stein- und Felssockeln verstärkt. All diese Details wurden in einem Strafverfahren von 1541 schriftlich festgehalten, nachdem Diebe versucht hatten, durch ein Fenster in die Burg einzusteigen.
Unterhalb der Festung befand sich eine Brücke über den Fluss. Die Anlage diente der Verteidigung des Gebietes westlich der Versoix.

## Geschichte

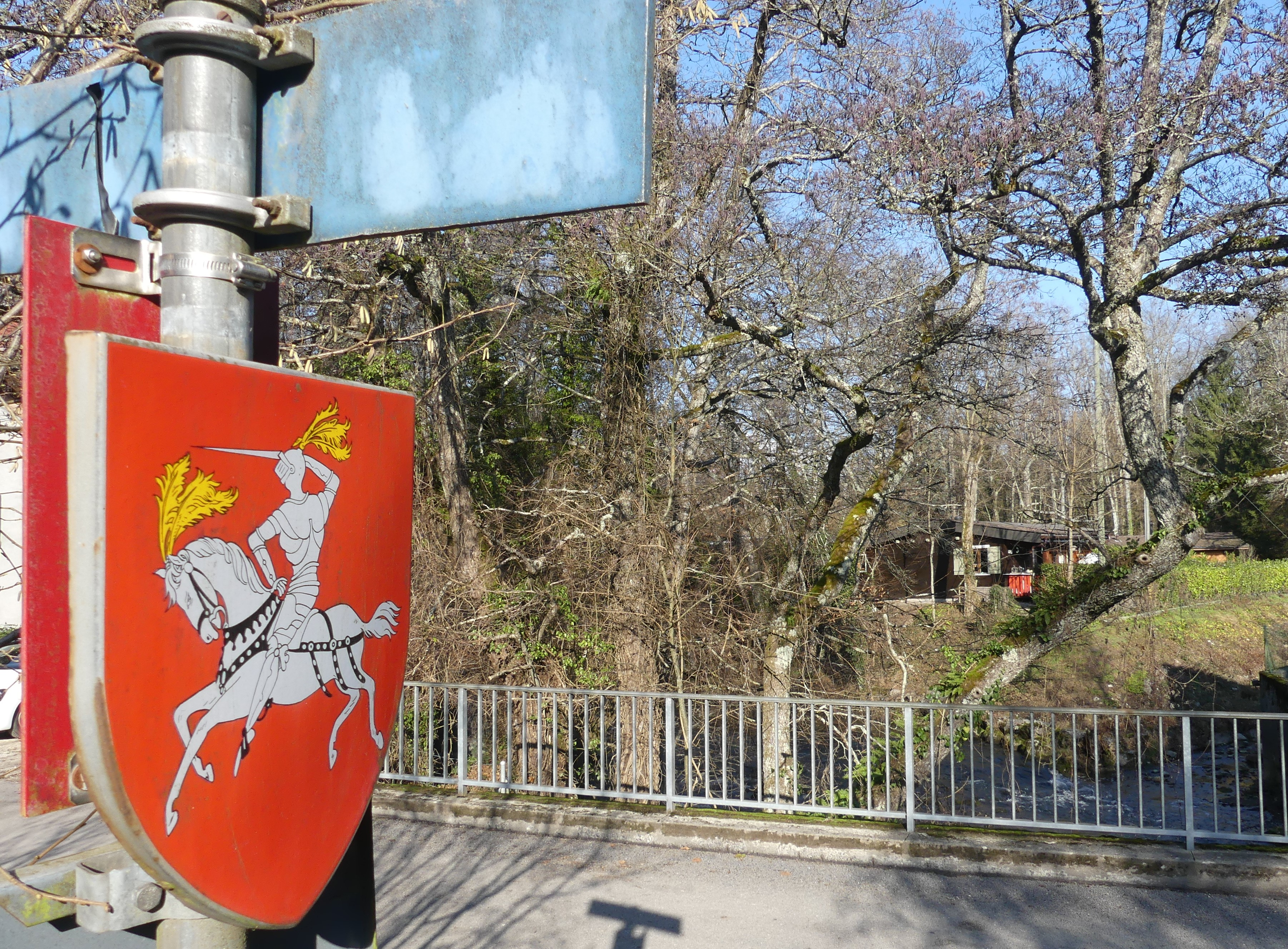
Wappen von Collex-Bossy an einer Brücke über die Versoix in La Bâtie

### Mittelalter
Der Genfer Archäologe Louis Blondel (1885–1967), der der erste Direktor des Genfer Kantonalen Amtes für Archäologie war, vermutete, dass die militärisch schwer einnehmbare Stelle bereits vor dem Ende des 13. Jahrhunderts befestigt war. Belege für diese These gibt es allerdings keine, da das Areal niemals systematisch ausgegraben und wissenschaftlich untersucht wurde.

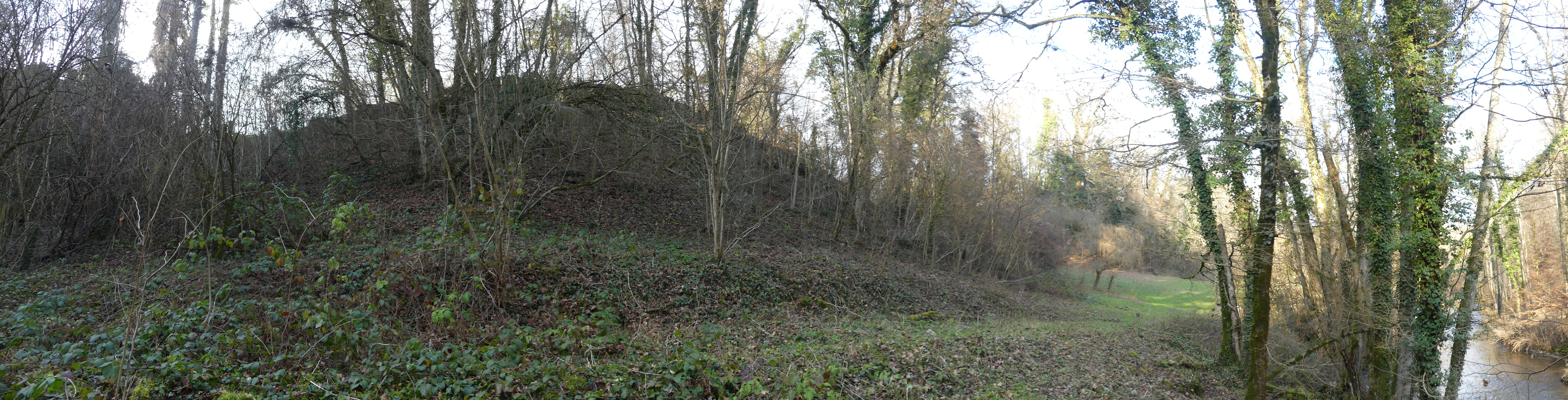
Der Burghügel über der Versoix

Die erste urkundliche Erwähnung der geschilderten Konstruktion datiert aus dem Jahr 1299. Sie entstand anscheinend um das Jahr 1278 im Kontext des jahrzehntelangen Machtkampfes um die Hegemonie über das Gebiet von und um Genf zwischen den Herren von Faucigny, den Grafen von Genf, dem Haus Savoyen und den Grundherren von Gex. Letztere hielten die Oberherrschaft über die Festung und vergaben die Lehnsherrschaft nacheinander an die Adelsfamilien de Compey, de Menthon, de Champion und de Crose, die teilweise miteinander verwandt bzw. verschwägert waren. Die Burg war über drei Jahrhunderte lang das in Stein geschlagene Zeugnis des Feudalismus, der das Leben der Bevölkerung in der Region bestimmte.
1353 eroberte Amadeus VI., der Graf von Savoyen, das Pays de Gex. Er und seine Nachkommen ließen es als Kastlanei verwalten. Über die weiteren Entwicklungen rund um die Burg bis zum Ende des Spätmittelalters am Anfang des 16. Jahrhunderts ist indes wenig bekannt.

### Neuzeit

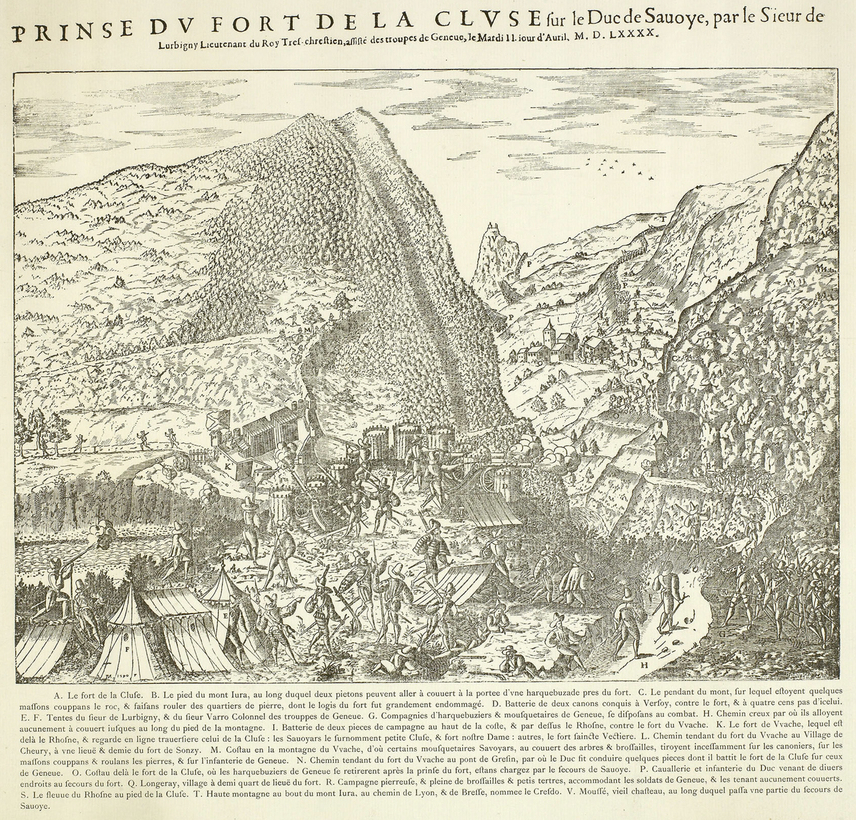
Zeitgenössische Illustration von der Einnahme des Fort de la Cluse durch Lurbigny drei Monate nach seiner Einnahme von Bâtie-Beauregard

Nachdem 1536 in Genf die Reformation eingeführt und die unabhängige Republik Genf ausgerufen wurde, eskalierten die Konflikte in der Region. Noch im gleichen Jahr besetzte Bern das Pays de Gex, schlug Collex der Vogtei Gex zu und erhob die Lehnsherrschaft 1547 zur Baronie. Mit dem Lausanner Vertrag von 1564 erhielt Savoyen das Gebiet zurück.

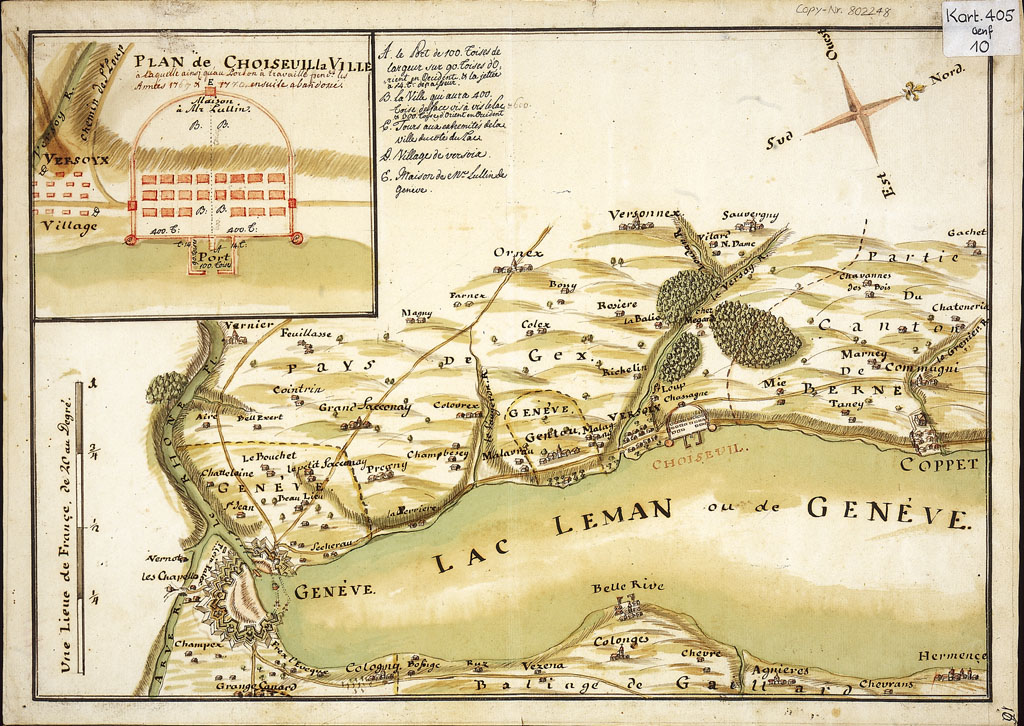
«La Batie» auf einer Karte des «Pays de Gex» aus den 1770er Jahren

Unter den savoyischen Vasallen der de Crose, die durch Heiratverbindungen mit dem Hause Champion in den Besitz der Burg gelangt waren, wurde die Festung zu einem Zentrum der Partisanen, die sich den Genfer Expansionsbestrebungen im Krieg von 1589 widersetzten.
Am 1. Januar 1590 unternahmen Genfer Truppen daher einen ersten Versuch, die Burg zu erobern, wurden aber von einem Steinhagel zurückgeschlagen. Am 8. Januar führte ein französischer Offizier namens Lurbigny, der in Genfer Diensten stand, eine Aufklärungsmission mit 50 berittenen Soldaten. Daraufhin griff er in der Nacht vom 11. auf den 12. Januar mit einem Verband aus einem Kavallerie-Platoon und vier Kompanien an Fusssoldaten mit vier bzw. sechs Kanonen die Festung an. Laut Genfer Aufzeichnungen dauerte die Attacke von vier Uhr morgens bis zwei Uhr am Nachmittag. Nachdem die Artillerie, welche die Genfer gerade erst bei der Einnahme von Versoix erbeutet hatten, eine Bresche in die Mauern geschossen hatte, kapitulierte der Burgherr Claude de Crose mit seiner Familie und zwanzig Mitkämpfern. Sie durften die Festung allerdings mit ihren Waffen verlassen. Die Angreifer machten erhebliche Beute, transportierten alle brauchbaren Materialien ab und rissen die Befestigungen schliesslich ein. Die Kosten des Feldzuges schlugen mit 150 Florentinern zu Buche, was die strategische Bedeutung des Ortes unterstreicht.
1601 trat Savoyen das Pays de Gex – und damit Collex – im Vertrag von Lyon an Frankreich ab, das nun die Genfer dazu zwang, sich aus dem Gebiet zurückzuziehen.
1641/42 erwarb der Rechtsanwalt Michel de Gillier das Land und den Baronstitel von Bâtie-Beauregard von der Erbin der de Champion und de Crose.  Im Jahr 1719 kaufte schließlich David Vasserot, der ein Sohn des hugenottischen Finanziers Jean Vasserot war und in die Genfer Theologenfamilie Turrettini eingeheiratet hatte, die Freiherrschaft La Bâtie samt Gelände. Dieses verblieb bis ins 19. Jahrhundert im Eigentum der Familie.
Durch den Zweiten Pariser Frieden von 1815 wurde Collex mit fünf anderen Gemeinden des Pays de Gex dem Kanton Genf zugeschlagen, um Genf mit einer Landverbindung zur Schweiz auszustatten.

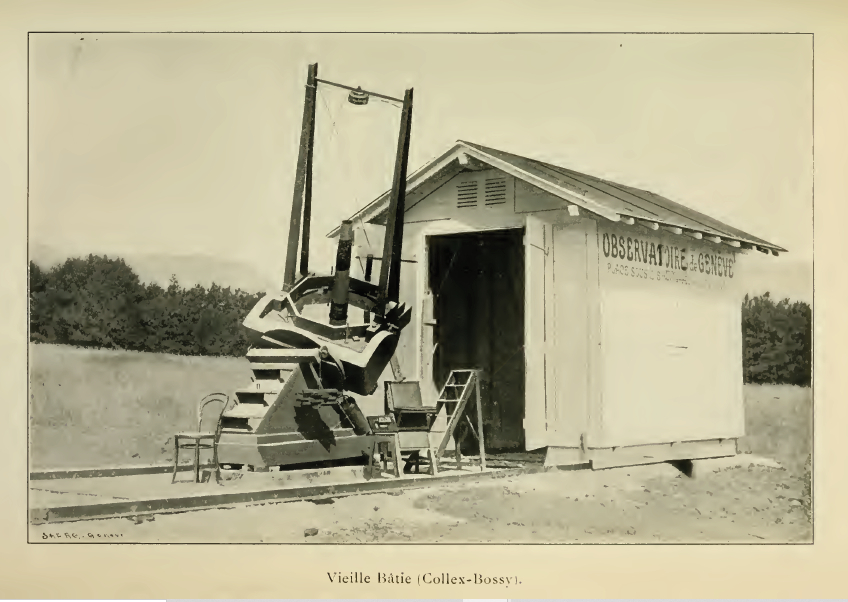
Das Teleskop nahe der Burgruine

Um die nächste Jahrhundertwende zog die Moderne in La Vieille Bâtie ein: zunächst installierten die Betreiber des Bauernhofes unterhalb der Burgruine eine Wasserturbine an einem Kanallauf neben der Versoix, um Elektrizität zu gewinnen. Für dessen Aufbau hatten sie die Mauerreste der früheren Festung als Steinbruch genutzt. Das kleine Hydrokraftwerk ist noch heute in Betrieb. 1903 erwarb Antoine Maréchal, der aus Collex-Bossy stammte und ein Vermögen als Immobilienmakler in Argentinien gemacht hatte, den Hof.

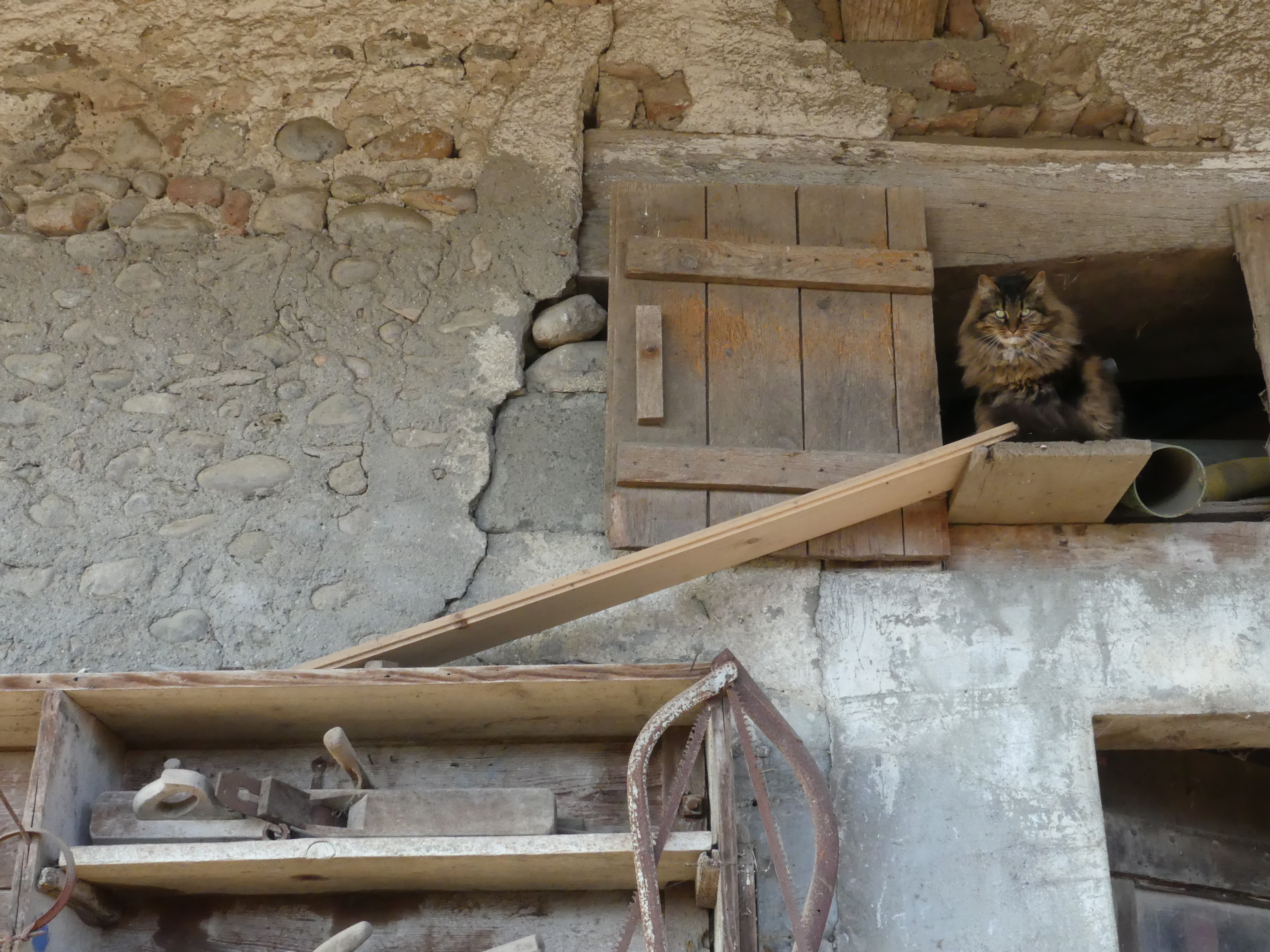
Scheunenmauer aus Burgsteinen

Ende 1910 stellte Maréchal, der in dem Jahr zum Bürgermeister von Collex gewählt worden war, der Genfer Sektion des Schweizer Luftfahrtsvereins ein Feld direkt westlich neben dem ehemaligen Festungskomplex zur Verfügung. Auf diesem entstand bereits wenige Jahre nach dem Beginn der Motorfliegerei einer der ersten Flugplätze der Schweiz, der von Flugpionieren wie dem aus Bossy stammenden François Durafour als Stützpunkt genutzt wurde. Von Juli bis September 1911 stellte Maréchal das Feld auch den Astronomen vom Genfer Observatorium für Studien mit einem mobilen Teleskop zur Verfügung. Das Aerodrome wurde allerdings nach einer kurzen Hochphase infolge des Ersten Weltkrieges mit Blick auf die nahe Grenze zu Frankreich aufgegeben. 1919 wählte der Grosse Rat des Kantons Genf das erweiterte Gelände zwar zunächst für den Bau seines neuen Flughafen aus, entschied sich aber kurz darauf für das nahe Cointrin als Standort, „da gewisse Grundbesitzer überrissene Preisforderungen“ stellten und langwierige Rechtsstreitigkeiten befürchtet wurden.
Die Familie Decrest, die den 1919 verstorbenen Maréchal beerbte, verkaufte das Land mit der Burgstelle stattdessen im Jahr 1922 an Gottfried Baumgartner. Dieser stammte aus dem Emmental und siedelte sich in Collex-Bossy mit einer Reihe anderer Bauernfamilien aus dem Berner Land an, die von der dortigen Kantonsregierung mit finanzieller Unterstützung zum Auswandern ermutigt wurden. Die letzten Überreste der Festung waren bis dahin noch gut sichtbar gewesen, dienten aber in den darauf folgenden Jahren weiter als Steinbruch und verschwanden fast vollständig. Ein Teil des Materials ist noch heute im Mauerwerk der Scheune des Bauernhofes auf dem ehemals westlichen Versorgungsteil der Festungskomplexes zu sehen.

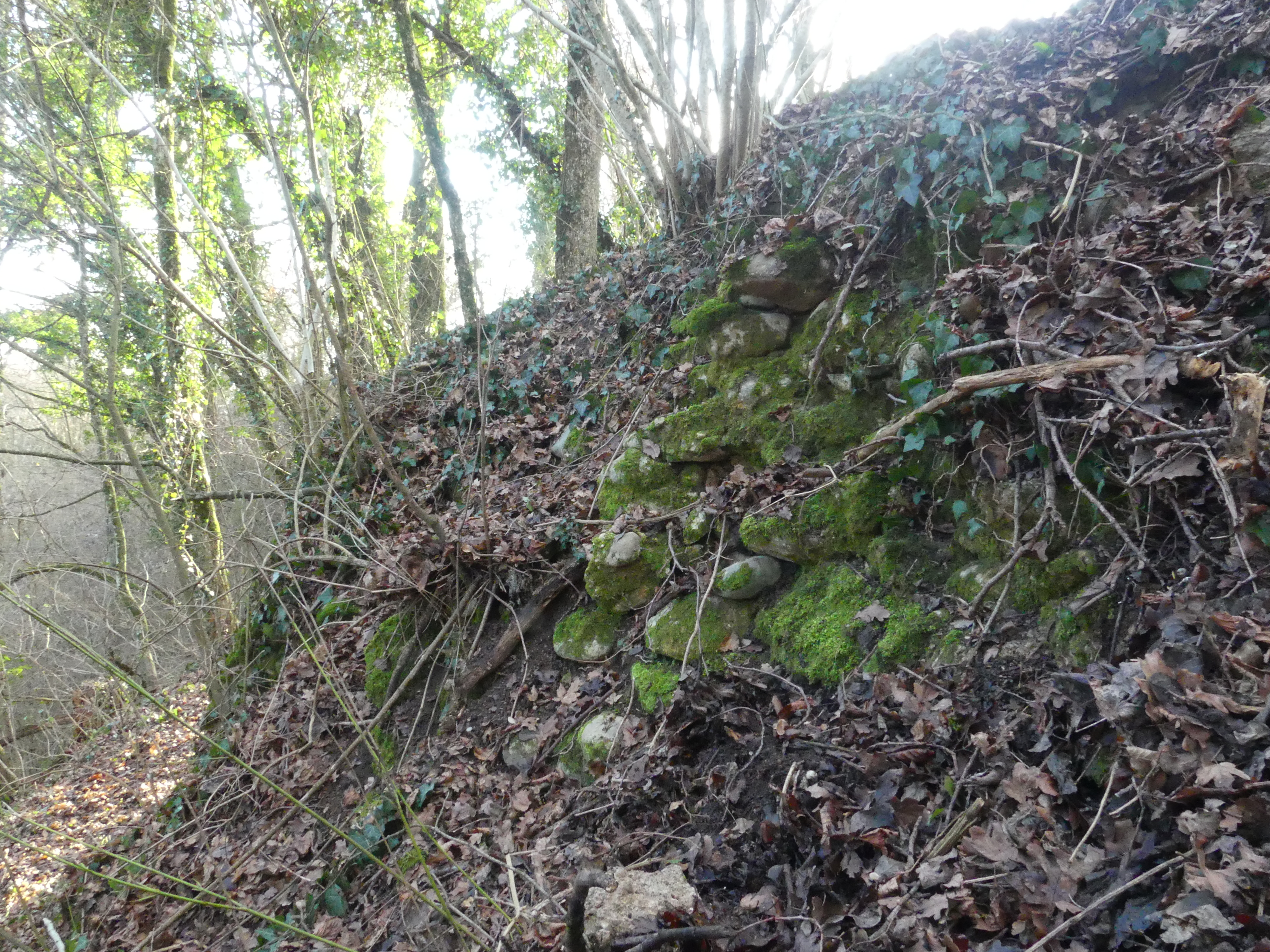
Die letzten Mauerreste des Turms

Zwei Jahrzehnte später wurde die ehemalige Militäranlage, die über Jahrhunderte eine Manifestation der Feudalherrschaft gewesen war, ein sicherer Hafen für Menschen, die vor der nationalsozialistischen Terrorherrschaft flohen: Während der deutschen Besetzung Frankreichs im Zweiten Weltkrieg (1940–1944) fanden zahlreiche Juden und andere vom NS-Staat Verfolgte, die über die nahe Grenze in die Schweiz flüchteten, ihre erste Zuflucht auf dem Hof der Familie Baumgartner. Als sich Gottfrieds Frau Rosa bei der Schweizer Armee über Verhaftungen von Geflüchteten beschwerte, wurde sie wegen Fluchthilfe kurzzeitig inhaftiert und erst ein halbes Jahrhundert später vom Schweizer Staat rehabilitiert.

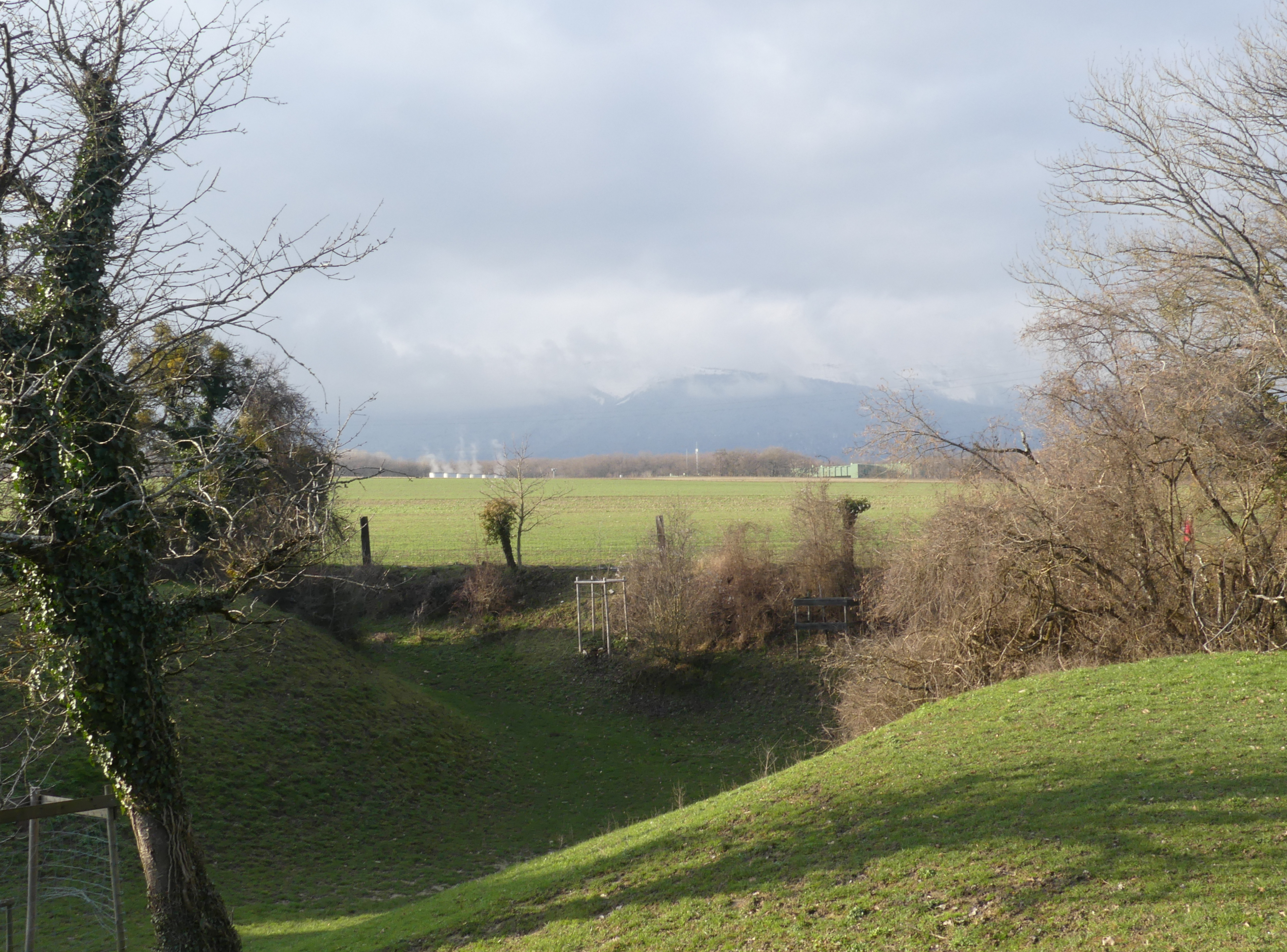
Blick über den ehemaligen Burghügel und -graben auf Point 6

Der frühere Burghügel mit den letzten sichtbaren Mauerresten ist heute Teil einer Pferdeweide und für die Öffentlichkeit nicht allgemein zugänglich. Nicolas Baumgartner, ein Enkel Gottfrieds und Rosas, eröffnete zudem im Jahr 2000 auf dem ehemaligen Flugfeld eine Pitch & Putt-Anlage. Bereits Ende der 1960er Jahre hatte der exklusive Club «Golf de Geneve» das Gelände kaufen wollen. Dessen damaliger Präsident war der Anwalt Pierre Turrettini – ein Nachkomme der Familie, deren Zweig der Vasserots die Freiherrschaft La Bâtie 250 Jahre zuvor erworben hatte. Baumgartner wurde 2003 in den Gemeinderat gewählt.
Weniger als 500 Meter nordwestlich von der Burgstelle entfernt am Rande des Hauptfeldes von La Vieille Bâtie errichtete unterdessen in den frühen 2000er Jahren das Europäische Kernforschungszentrum CERN den "Point 6" seines gigantischen LHC-Teilchenbeschleunigers. Zwar hatte der Gemeinderat von Collex-Bossy Mitte der 1990er Jahre nach heftigen Widerständen aus der Bevölkerung sich geweigert, eine Genehmigung für den Bau auf seinem Gebiet zu erteilen. Der 26,7 Kilometer lange unterirdische Ringtunnel, in dem Protonen oder Blei-Kerne gegenläufig auf nahezu Lichtgeschwindigkeit beschleunigt und zur Kollision gebracht werden, verläuft allerdings dennoch unter dem westlichen Teil von Collex-Bossy. Und für den "Point 6"-Komplex gewann das multinationale Großforschungsprojekt stattdessen die französische Gemeinde Versonnex als Standort. Der Zugangspunkt, der direkt an der Grenze zur Schweiz entstand, ist zugleich mit einem Strahlstopper aus Graphitplatten der Endpunkt für die Partikel.

## Galerie

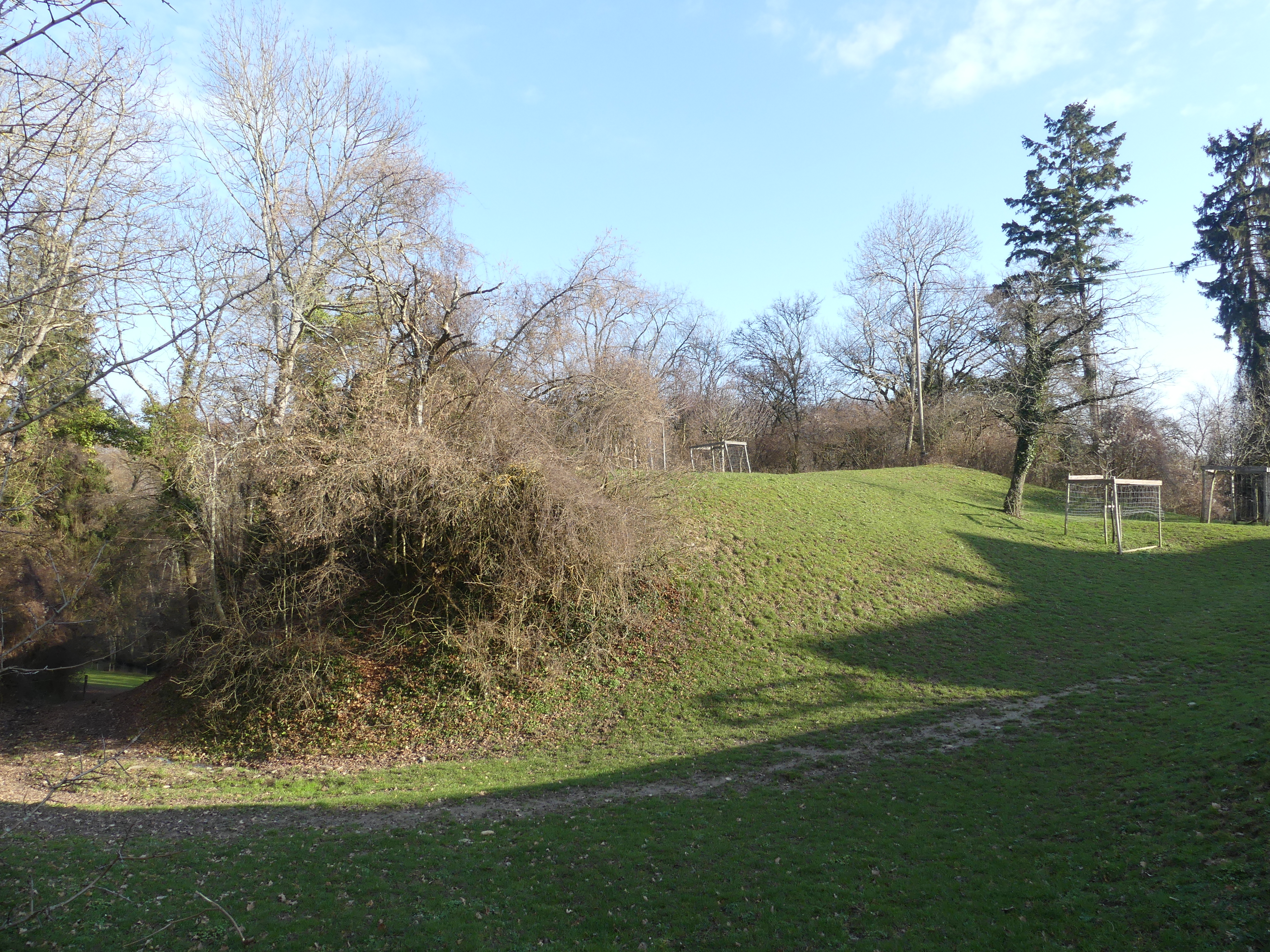
Die Westseite des ehemaligen Burghügels
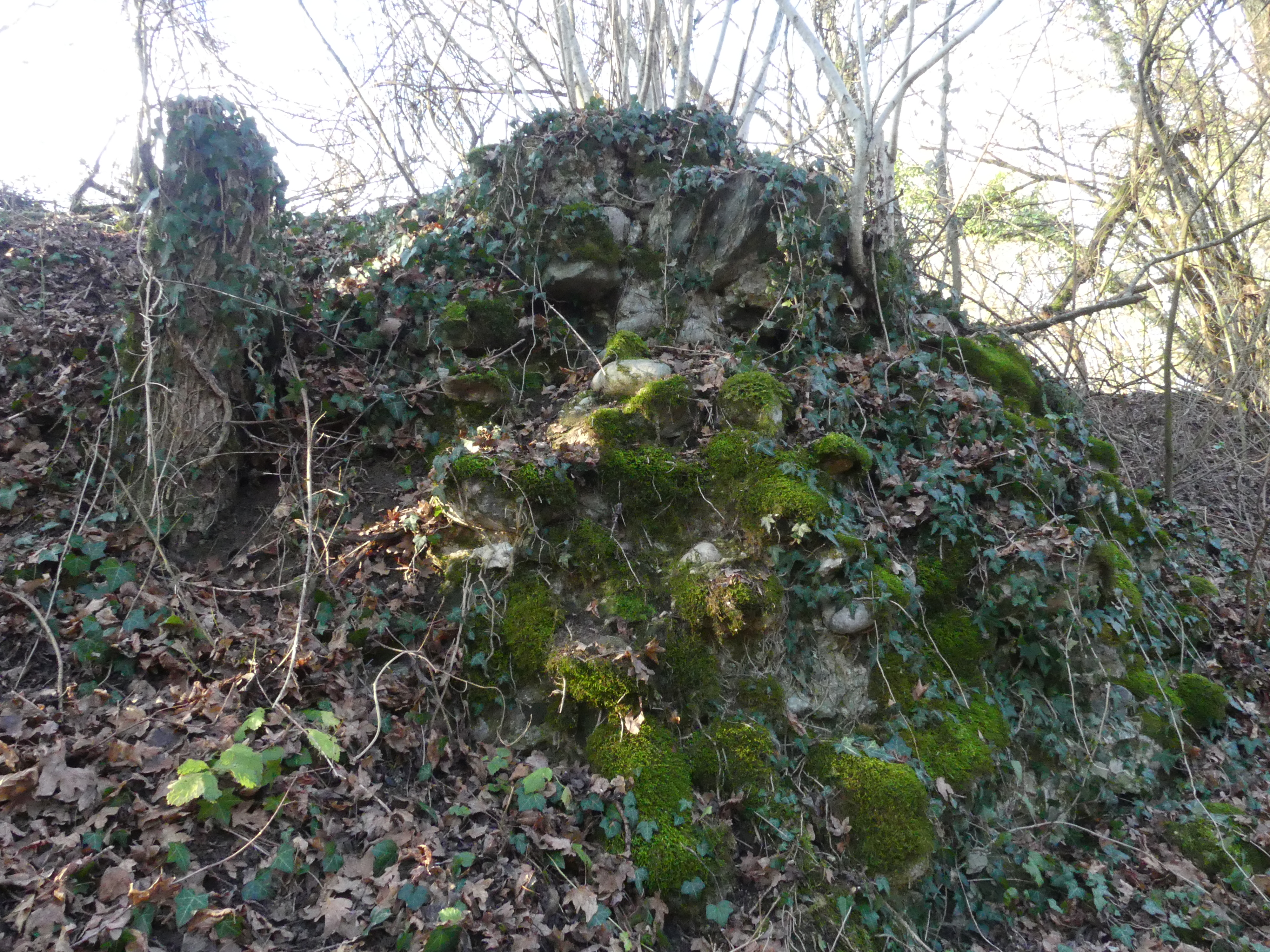
Ostseite der Turmruine
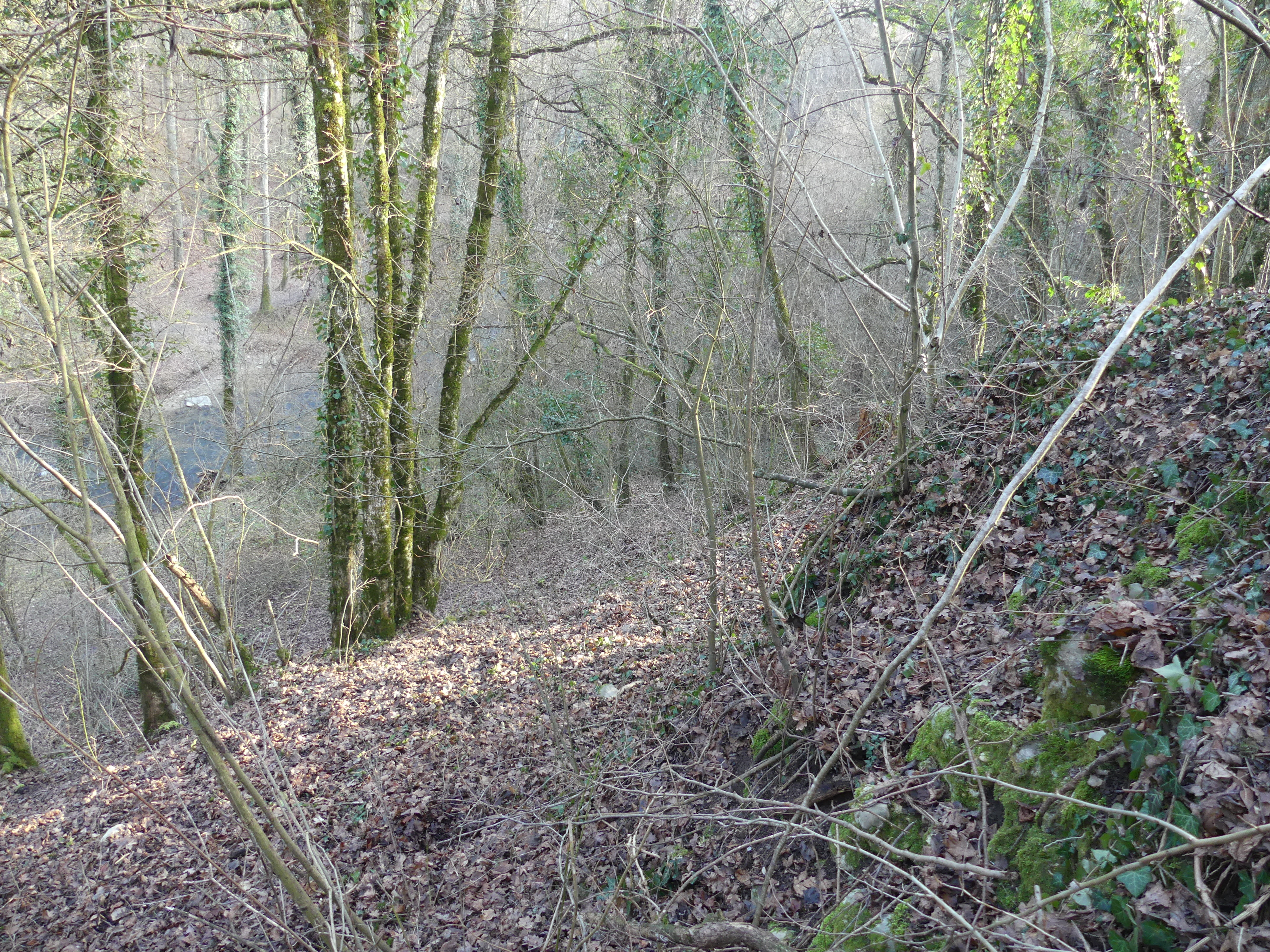
Blick über die Turmreste auf die Versoix
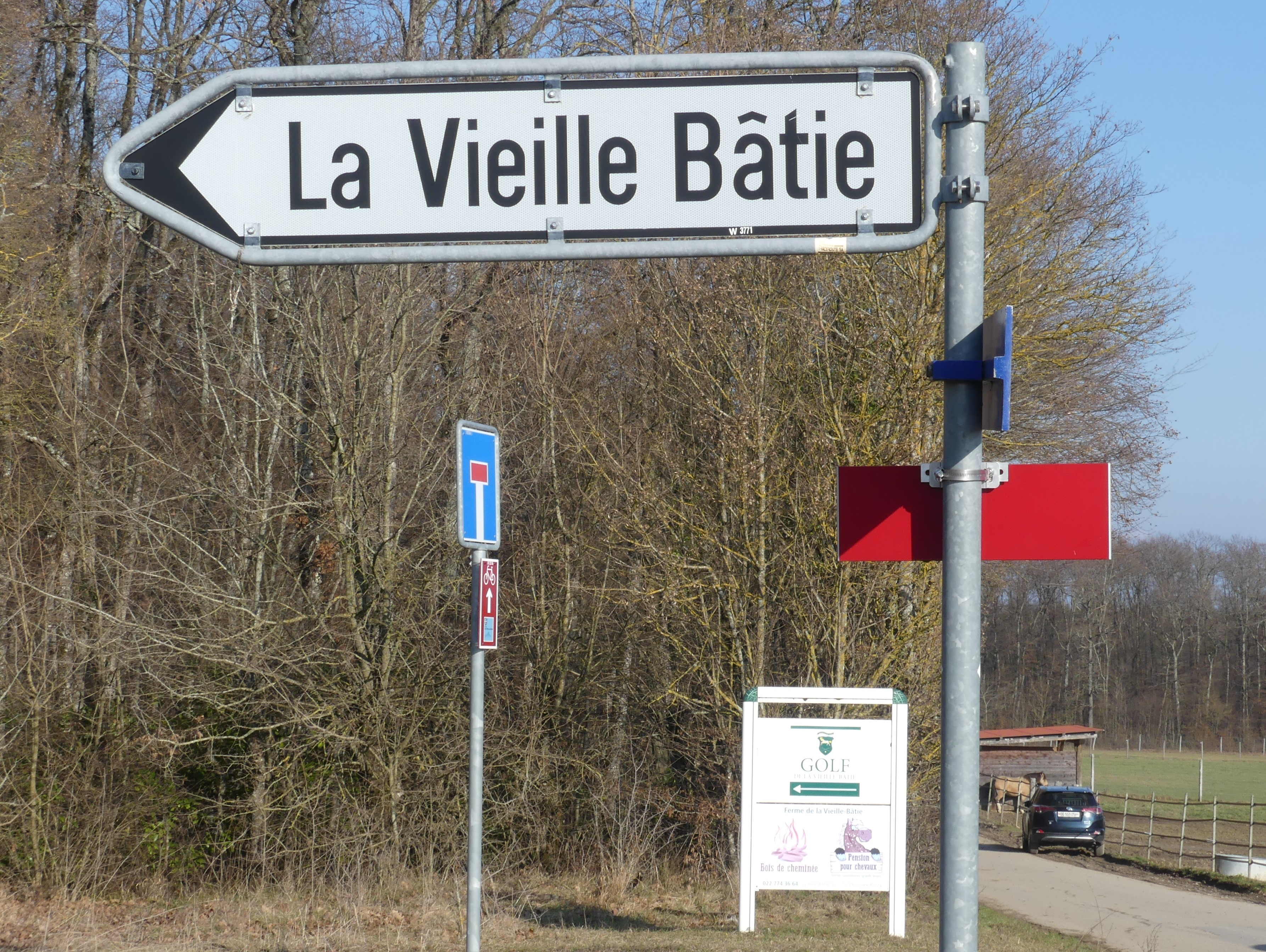
Wegweiser an der Route de Rosière